# Distrito de Blenio
Blenio é um distrito da Suíça, localizado no cantão do Ticino. Tem 360,74 km² de área e sua população em 2019 foi estimada em 5.658 habitantes. Sua sede é a comuna de Acquarossa.